# Stephanie Zacharek

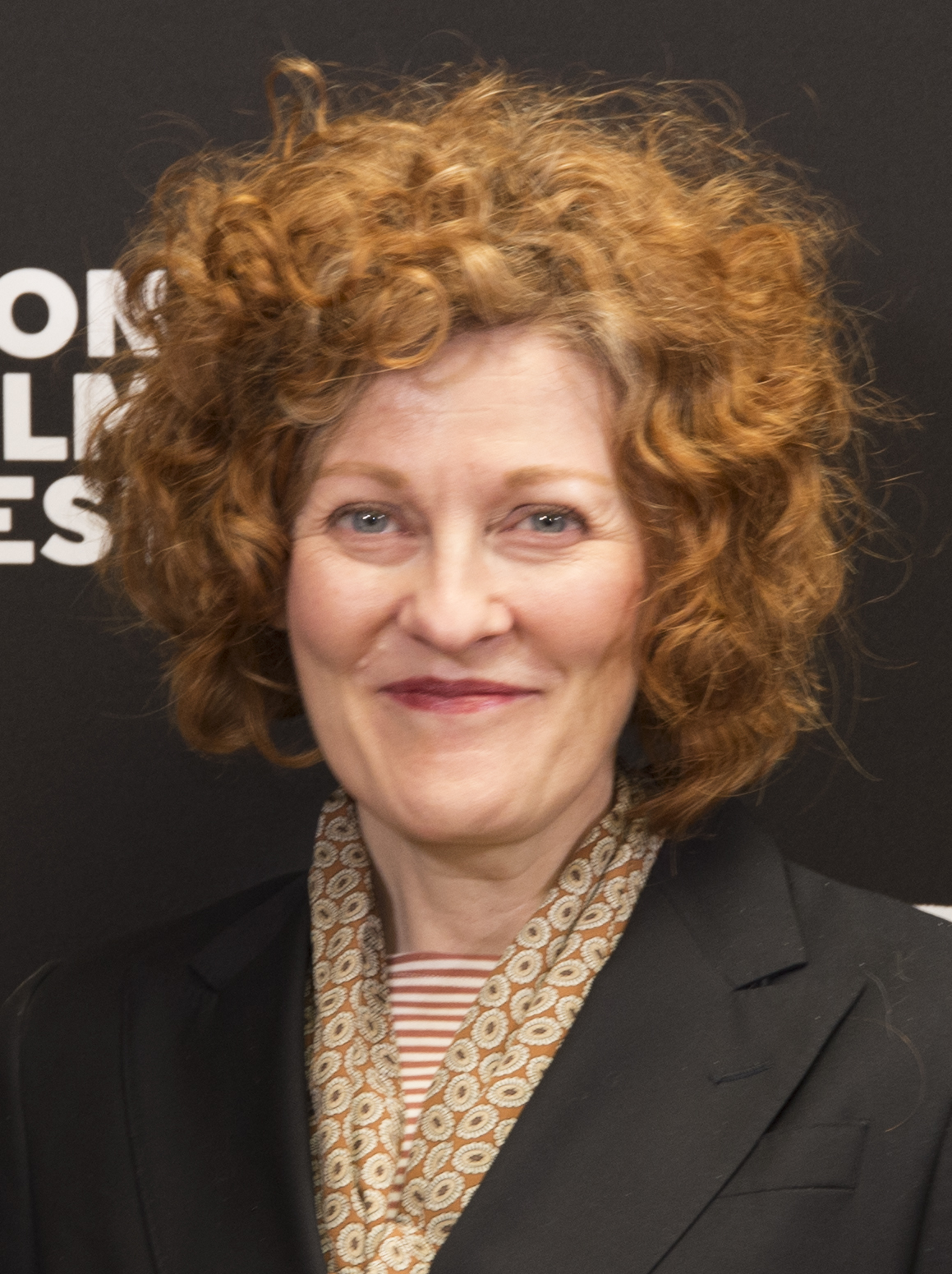
Stephanie Zacharek (2018)

Stephanie Zacharek (* 13. August 1963) ist eine US-amerikanische Filmkritikerin. 

## Karriere
Sie begann ihre Karriere als Chefredakteurin bei der Crosby Vandenburgh Group von 1986 bis 1988. In den 90er Jahren arbeitete sie dann für Boston Phoenix and Inc. Magazine. Erst zwischen 1999 und 2010 erlangte sie als Filmkritikerin und Chefredakteurin der Salon.com Bekanntheit. 2010 wurde sie dann als Chefkritikerin von Movieline abgeworben.
Im April 2013 wechselte sie zur Voice Media Group, wo sie seitdem unter anderem für die Kritik an The Village Voice bekannt wurde. Während ihrer Anstellungen in zahlreichen Vollzeitjobs arbeitete sie außerdem als Journalistin für CNN.com, Los Angeles Times, Entertainment Weekly, Rolling Stone und NPR. Auf der Berlinale ist sie seit 2010 Mentorin im Talent Press-Programm.
Zacharek erhielt 2015 den Pulitzer-Preis.
2018 wurde sie in die Wettbewerbsjury der 68. Internationalen Filmfestspiele Berlin berufen.
Zacharek selbst lebt derzeit in New York und ist mit Charles Taylor, ebenfalls Filmkritiker, verheiratet.